# Плодородне (Курманський район)
Плодоро́дне (до 1948 року — Кок-Теїн, Коктеїн-Берлін; крим. Kök Teyin) — село Курманського району Автономної Республіки Крим.